# Karl Mägdefrau
Karl Mägdefrau (* 8. Februar 1907 in Ziegenhain, jetzt Ortsteil von Jena; † 1. Februar 1999 in Deisenhofen, Ortsteil von Oberhaching) war ein deutscher Botaniker und Paläobotaniker. Sein offizielles botanisches Autorenkürzel lautet „Mägd.“.

## Leben und Wirken

### Ausbildung
Mägdefrau studierte ab 1926 an der Universität Jena Biologie, Geologie und Mineralogie; 1928 verbrachte er ein Semester als Gaststudent an der  Ludwig-Maximilians-Universität  München bei Karl von Goebel. Er wurde 1930 in Jena unter Otto Renner mit einer Arbeit zum Wasserhaushalt der Moose promoviert. Nach seinem Abschluss 1930 war er wissenschaftliche Hilfskraft an der Universität. Anschließend war er bis 1932 wissenschaftliche Hilfskraft an der Universität Halle, ab 1932 Assistent an der Universität Erlangen und nach der dort erfolgten Habilitation 1936–1942 Privatdozent. Er war ein erfahrener und bekannter Bergsteiger, die Sektion Erlangen engagierte ihn zum ersten Ausbildungsleiter, die Sektion begann während dieser Zeit mit der systematischen bergsteigerischen Ausbildung. Im März 1939 wurde aus den jungen aktiven Bergsteigern die Bergsteigerschaft gebildet, unter Führung von Mägdefrau. 1942–1943 war er als Konservator an der Universität Straßburg tätig und zuständig für den Botanischen Garten und für die Institutssammlungen unter Franz Firbas.

### Nationalsozialismus und Kriegsgefangenschaft
Karl Mägdefrau bekennt sich in seinen Lebenserinnerungen dazu, NSDAP-Wähler gewesen zu sein. Zum 1. Mai 1933 trat er der Partei bei (Mitgliedsnummer 3.176.887). Zunächst wurde er als Universitätsangehöriger vom Wehrdienst freigestellt, aber ab 1943 zur geologischen Erkundung in verschiedenen Kriegsgebieten eingesetzt. Nach Kriegsende gelang es ihm, sich einer Gefangenschaft in Russland zu entziehen und sich amerikanischer Kriegsgefangenschaft zu unterstellen.

### Wissenschaftliche Karriere
Nach der Kriegsgefangenschaft wurde Mägdefrau 1948 Regierungsrat am Forstbotanischen Institut der Forstlichen Forschungsanstalt München. Ab 1951 war er zunächst außerordentlicher und ab 1956 ordentlicher Professor an der Ludwig-Maximilians-Universität München. 1960 erhielt er einen Ruf an die Eberhard Karls Universität Tübingen, wo er bis 1972 Ordinarius für Spezielle Botanik und Direktor des Botanischen Gartens war. Im Jahr 1961 wurde er zum Mitglied der Leopoldina gewählt.
Mägdefraus Hauptforschungsgebiete waren die Paläobotanik und die Ökologie der Moose. In der Paläobotanik hat er unter anderem die Vergesellschaftung von Pflanzen in der Vorzeit rekonstruiert. Seine mooskundliche Forschung bezog sich nicht nur auf Mitteleuropa, sondern auch auf tropische Gebiete, so unter anderem auf Südamerika. Außerdem hat er sich mit der Geschichte seines Fachgebiets beschäftigt und hierzu in seinem Buch Geschichte der Botanik eine Beschreibung vieler Forscherpersönlichkeiten und deren Leistungen geliefert.
Mägdefrau war auch Mitautor in mehreren Auflagen des Lehrbuchs der Botanik für Hochschulen (kurz: „Der Strasburger“).
Er war Ehrenmitglied der Deutschen Botanischen Gesellschaft, der Bayerischen Botanischen Gesellschaft (1958), der Regensburgischen Botanischen Gesellschaft (1978) und des Thüringischen Geologischen Verein (1991).

## Schriften
- Geschichte der Botanik. Leben und Leistung großer Forscher. Gustav Fischer Verlag, Stuttgart 1973, ISBN 3-437-20489-0.
- Paläobiologie der Pflanzen. G. Fischer, Stuttgart 1968.
- Alpenblumen. Schwarz, Bayreuth 1963.
- Die Gattungen Voltzia und Glyptolepis im Mittleren Keuper von Haßfurt (Main). In: Geol. Bl. NO-Bayern. Band 13, Erlangen 1963, S. 95–98.
- Vegetationsbilder der Vorzeit. G. Fischer, Jena 1959.
- Geologischer Führer durch die Trias um Jena. G. Fischer, Jena 1959.
- Zur Flora des Mittleren Keupers von Haßfurt (Main). In: Geol. Bl. NO-Bayern. Band 6, Erlangen 1956, S. 84–90.
- Neue Funde fossiler Coniferen im Mittleren Keuper von Haßfurt (Main). In: Geol. Bl. NO-Bayern. Band 3, Erlangen 1953, S. 49–58.